# Arcangelo Salimbeni

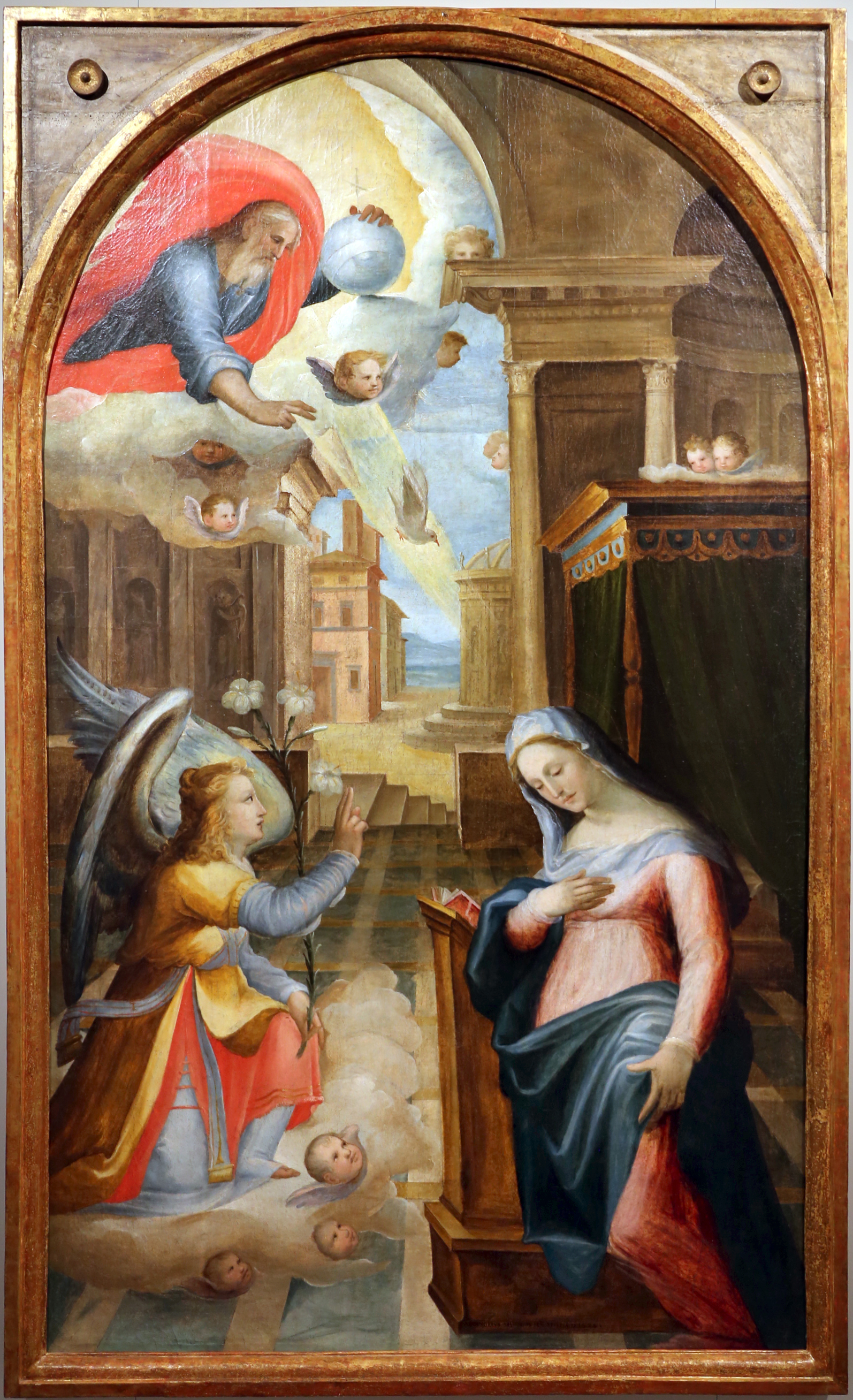
Annunciatie, 1574, Museo San Pietro (Colle di Val d'Elsa)

Arcangelo Salimbeni (Petroio ca. 1536 – Siena, voor 20 augustus 1580) was een Italiaanse manieristische kunstschilder. Hij was de vader van Ventura Salimbeni en de stiefvader van Francesco Vanni.

## Biografie
Arcangelo Salimbeni was de zoon van Leonardo di Giacomo, zijn moeder is onbekend, en hij werd geboren in Petroio in de buurt van Pienza. Hij kreeg een eerste opleiding in het atelier van Bartolomeo Neri ook Il Riccio genoemd in Siena. Bij de overname van de Republiek Siena door de Medici verhuisde hij naar Rome, waar hij in een document van de Accademia di San Luca vernoemd werd in 1561. Hij betaalde zijn lidgeld als meester voor de schildersgilde aan Taddeo Zuccaro. Hij maakte in Rome ook kennis met Federico Zuccari maar had vooral contact met schilders die dezelfde stijl gebruikten als hij, het maniërisme, zoals Marco Pino en Giovanni de’ Vecchi.

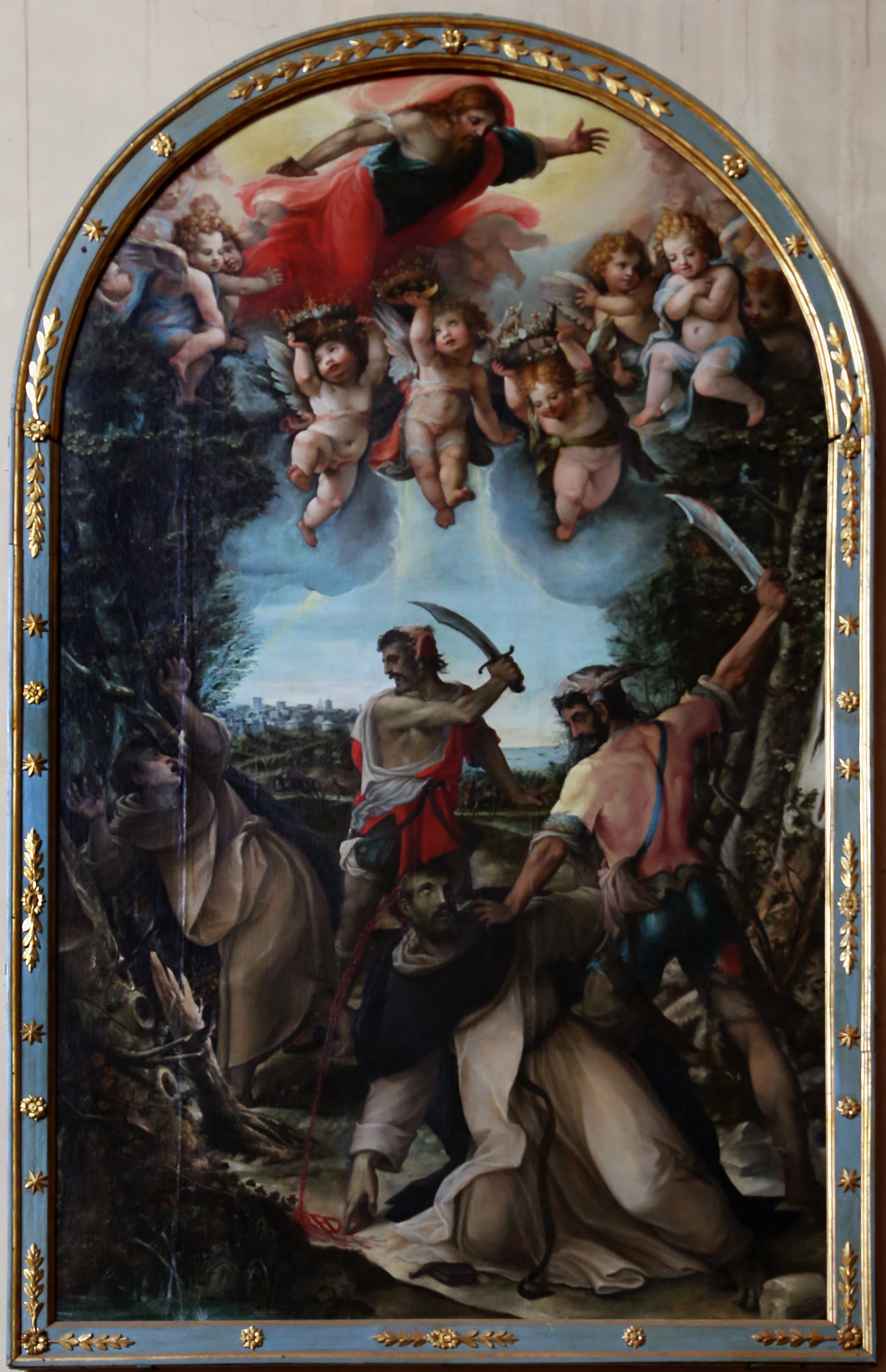
De marteldood van Petrus, 1579, Basiliek van San Domenico, Siena

In 1565 was hij terug in de omgeving van Siena en werd hij betaald voor werken die hij uitvoerde voor de Compagnia di San Bernardino. Op 20 april 1567 trad hij in het huwelijk met Battista Focari, een nicht van de beroemde goudsmid Giuliano Morselli, een zeer goede vriendin van Domenico Beccafumi en Giorgio Vasari en de moeder van Francesco Vanni, die toen drie jaar oud was. Het jaar daarop werd op 20 januari Ventura geboren.
In 1569 kreeg hij, samen met Pietro di Achille Crogi, de opdracht voor een Annunciatie en voor een Engel van de annunciatie van de Compagnia di Santa Lucia. Die werken werden betaald op 1 juni van dat jaar.
In het begin van de jaren 1570 wijdde hij zich aan het kopiëren van beroemde werken van meesters uit de eerste helft van de zestiende eeuw; het was zijn bedoeling om de hoogstaande Sienese schilderstijl uit die periode in ere te houden. Hij poogde zo goed mogelijk de stijl van Beccafumi te imiteren. Hij liep daarbij vooruit op het initiatief van Ipolitto Agostini, een Sienese mecenas, die in het begin van de jaren 70, een soort academie oprichtte met onder meer de beeldhouwer Prospero Antichi en de schilders Cristoforo Roncalli en Alessandro Casolani met dezelfde doelstelling.

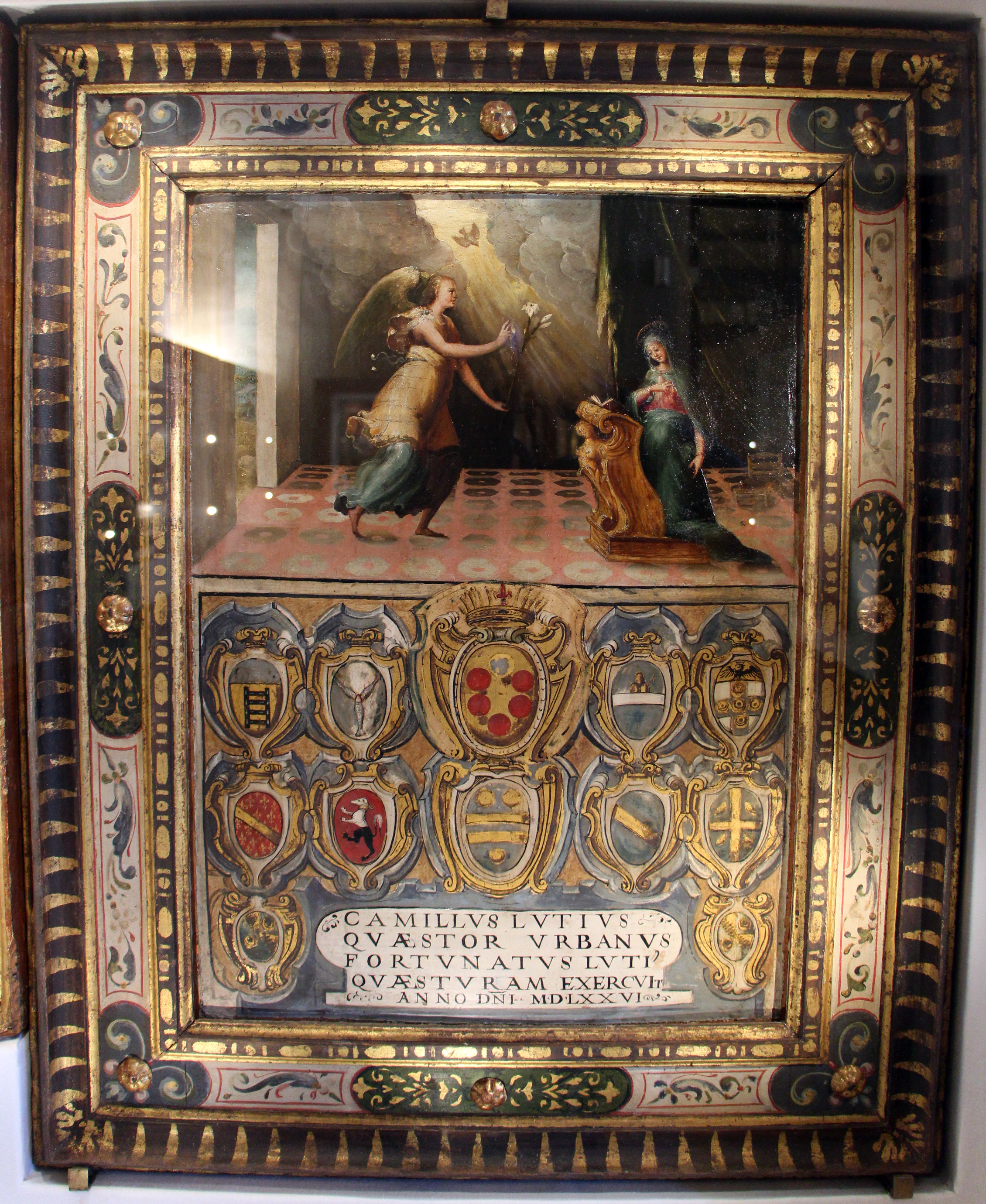
Biccherna met Annunciatie, 1573

In 1573 schilderde hij een frescoserie voor de Cappella di San Liberato bij de Villa Cinughi in Curina (nu: Castelnuovo Berardenga). De cyclus, geïnspireerd door de contrareformatie, is een van de hoogtepunten uit zijn carrière. Hij toont levendige vertellende scènes uit het Oude- en het Nieuwe Testament. In datzelfde jaar schilderde hij een Annunciatie, nu in het Museo d’arte sacra van Colle di Val d’Elsa en twee tabletjes voor de Biccherna.
In 1575 ging hij ter gelegenheid van het heilig jaar opnieuw naar Rome en leerde daar de nieuwe Romeinse stijl kennen, vooral uit de werken van Giovanni de’ Vecchi en Marco Pino. Die stijlwijziging zal duidelijk worden in de werken die hij daarna schilderde zoals Christus op de weg naar Emmaüs voor de Compagnia di Santa Caterina della Misericordia in Serre di Rapolano, een deelgemeente van Rapolano Terme. 
Op 11 september 1576 werd zijn derde dochter Margherita geboren. In die periode realiseerde hij een aantal kleinere werken, zoals een Heilige Familie nu in de Weitzner collectie in New York, een Kroning van de Madonna nu in de Pinacoteca Nazionale di Siena, twee kleine paneeltjes met Scènes uit het leven van Johannes de Doper nu bij de Monte dei Paschi en de Extase van de heilige Catharina nu in de Chigi-Saracini collectie.

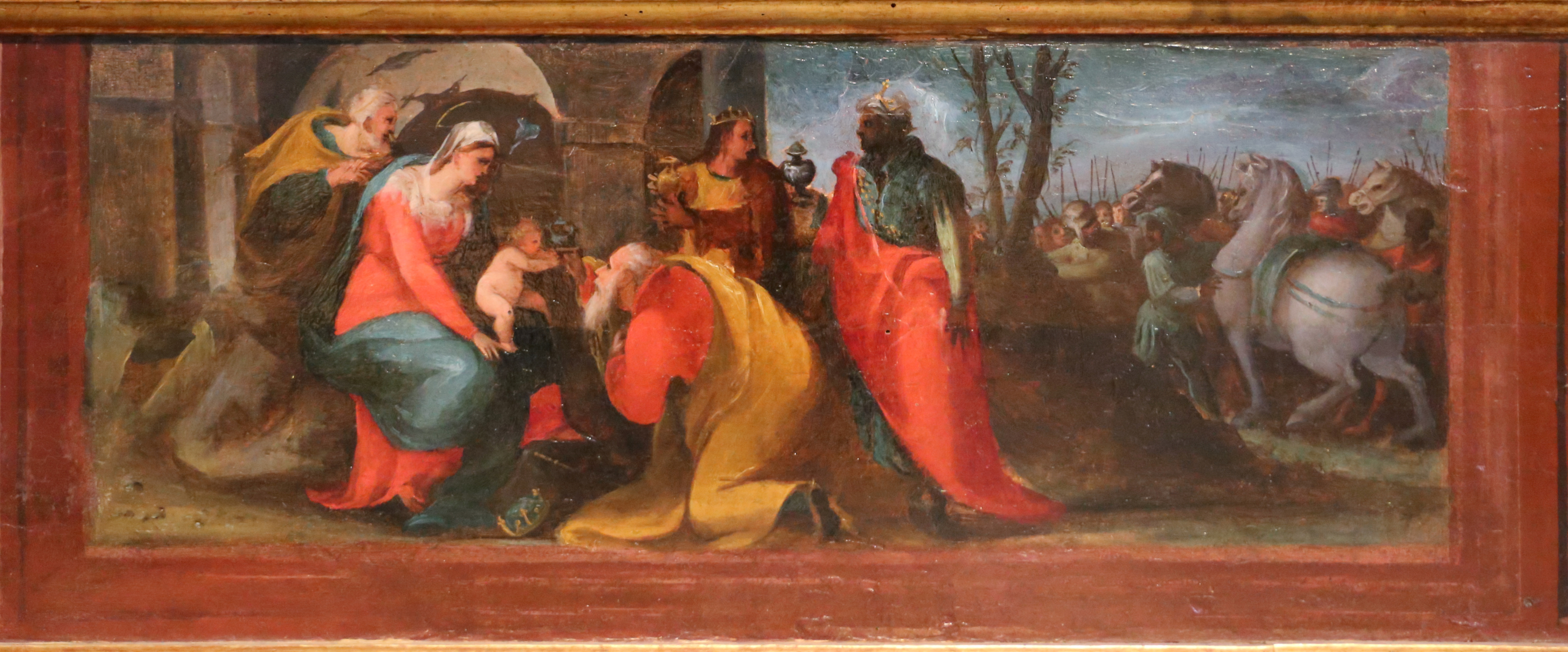
Aanbidding der wijzen, 1579, San Niccolò del Carmine (Siena).

Zijn goede relatie met il Riccio wordt bevestigd door het feit dat Salimbeni na diens dood in 1571 een aantal onafgewerkt gebleven opdrachten erfde zoals de Aanbidding van de herders” van de San Niccolò al Carmina. De predella van dat werk is een van zijn beste werken. Een andere opdracht die hij overnam was het Mystieke huwelijk van Catharina, dat deel uitmaakt van de decoratie van het Oratorio della cucina di Santa Caterina in Fontebranda.
In de laatste fase van zijn leven schilderde hij de Gerechtigheid en vrede in het Palazzo Pubblico, een Kroning van de Maagd nu in een privécollectie in Florence, De Madonna van de rozenkrans in het Museo diocesano di Pienza en het fresco van De maagd tussen Bernardus en Catharina in het Oratorio inferiore di S. Bernardino. Zijn laatste meesterwerk, De marteldood van Petrus in de San Domenico, maakte hij waarschijnlijk samen met zijn stiefzoon Francesco Vanni.
Hij stierf voor 20 augustus 1580, want op die datum werd de inventaris van zijn nalatenschap opgesteld.
- Gemeinsame Normdatei: 124435742
- International Standard Name Identifier: 0000 0004 4886 6487
- Library of Congress Control Number: nr91029264
- Union List of Artist Names: 500021228
- Virtual International Authority File: 28004563
- WorldCat: E39PBJwMHhqGrBDHMD3q7jYpT3